# Parachute (cântec)
„Parachute” este un cântec al interpretei britanice Cheryl Cole. Compoziția a fost produsă de Syience și will.i.am și inclusă pe albumul de debut al lui Cole, 3 Words, fiind lansată drept cel de-al treilea single al materialului. Primele compact discuri ce conțin înregistrarea au fost distribuite în Regatul Unit începând cu data de 15 martie 2010, iar în Irlanda cu patru zile în avans.
Materialul promoțional adiacent piesei a fost regizat de AlexandLiane și filmat în Palatul Eltham din Londra, Anglia. Cântecul a fost interpretat în premieră în timpul spectacolului dedicat artistei, Cheryl Cole's Night In, unde a fost acompaniată pe scenă de coregraful Derek Hough, cu care a colaborat și pentru videoclipul înregistrării. „Parachute” a fost apreciat într-un mod pozitiv de critica de specialitate, unele publicații considerând-ul una dintre piesele de rezistență ale albumului 3 Words. În acest context, Fraser McAlpine, editor al BBC Music, a declarat faptul că „interpretarea vocală bine executată a lui Cole”, combinată cu „percuțiile în stil militar”, transformă piesa într-un „alt șlagăr uriaș”. Compoziția a primit o nominalizare la gala Premiilor BRIT din anul 2011, la categoria „Cel mai bun single britanic”.
Înregistrarea s-a bucurat de succes în Irlanda și Regatul Unit, unde s-a desfășurat cea mai mare parte a promovării sale, obținând clasări de top 5 în ierarhiile oficiale din ambele țări. Astfel, „Parachute” a devenit cel de-al patrulea șlagăr de top 10 al lui Cole în ambele regiuni, după reușitele lui „Heartbreaker”, „Fight for This Love” și „3 Words”. Alte prezențe notabile au fost câștigate în unele teritorii din Europa continentală, printre care Macedonia (locul 1), România (locul 1) sau Croația (locul 3).

## Informații generale
Cântecul a fost scris de Ingrid Michaelson și Marshall Altman și produs de Syience în colaborare cu will.i.am. Cole a descris compoziția ca fiind „unică”, diferențiindu-se de restul albumului, declarând totodată că ea conține și versurile sale preferate de pe întregul material 3 Words, acestea fiind: „you are your own worst enemy, you'll never win the fight” (ro: „tu ești propriul tău cel mai periculos dușman, tu nu vei câștiga lupta niciodată”). De asemenea, artista afirma faptul că „Parachute” era una dintre opțiunile pentru primul extras pe single, înainte de alegerea lui „Fight for This Love”, fiind totodată unul dintre favoritele solistei de pe întregul disc.
Înregistrarea a fost lansată ca cel de-al treilea single al albumului în luna martie a anului 2010. Pe fața B a compact discului „Parachute” a fost inclusă și înregistrarea adițională „Just Let Me Go”, ce se găsește și pe versiunea distribuită de lanțul de magazine Amazon.co.uk a cântecului „Fight for This Love”. Compoziția a primit o nominalizare la gala Premiilor BRIT din anul 2011, la categoria „Cel mai bun single britanic”, fiind cel de-al doilea cântec semnat Cheryl Cole ce primește o astfel de recunoaștere, după „Fight for This Love”.

## Recenzii
În timpul recenziilor realizate albumului 3 Words, criticii au apreciat într-un mod pozitiv compoziția. Mike Diver de la BBC Music este de părere că înregistrarea este „memorabilă” grație „percuțiilor militare” prezente în cântec, în timp ce Nick Levine de la Digital Spy declară că piesa conține „o combinație drăguță” de „corzi și nimicuri dulci”. Tom Ewing, editor al publicației britanice The Guardian, afirmă faptul că înregistrarea reprezintă „o abordare austeră a muzicii pop moderne care îi oferă vocii lui Cole spațiul pe care îl necesită”, iar Louise McCudden de la In The News a fost de părere că „Parachute” este „un cântec bine calculat, care a fost cu siguranță scris pentru a face ce doresc toți; să-i facă pe oameni să danseze și să intre în mințile lor”, deși „probabil are cel mai lumesc refren, din punct de vedere al versurilor”. Sam Shepherd de la Music OMH a afirmat faptul că înregistrarea include cea mai bună interpretare vocală a lui Cole de pe album, felicitând totodată „producția abil orchestrată”, în timp ce Andy Gill de la The Independent a declarat faptul că există „un contracurent de paranoia” în înregistrare.
Fraser McAlpine, editor al BBC Music, a felicitat compoziția, oferindu-i un punctaj maxim, cinci stele dintr-un total de cinci, în timp ce 4 Music a descris cântecul drept unul dintre cele mai importante de pe album, continuând cu faptul că „interpretarea vocală bine executată a lui Cole”, combinată cu „percuțiile în stil militar”, transformă piesa într-un „alt șlagăr uriaș”. Cântecul a primit și titulatura de „Discul single al săptămânii”, din partea Ram FM, care l-a descris ca fiind „pop sufocant la superlativ”. În recenzia compoziției, Mayer Nissim de la Digital Spy susține faptul că „este un cântec mult mai bun decât «Fight For This Love»”, însă „nu o va pune alături de artiste precum Kylie [Minogue] sau Britney [Spears], dar alături de neobișnuitul «3 Words», oferă dovada că încă mai este valoare în Cole pentru a ajunde un star pop important decât un simplu furaj pentru tabloide”.

## Promovare
Prima interpretare live a compoziției s-a materializat în cadrul spectacolului Cheryl Cole's Night In, care a fost difuzat pe data de 12 decembrie 2009 de postul de televiziune britanic ITV1. În timpul prezentării, acesta a purtat „o fustă roz diferențiată și un costum asimetric cu paiete”, realizând alături de dansatorul profesionist Derek Hough și o coregrafie ce încorporează elemente ale dansurilor latine. Daily Mail a apreciat într-un mod pozitiv interpretarea artistei, în timp ce Rick Fulton de la Daily Record a comparat prezentarea cu un număr dansant executat în timpul spectacolului britanic Strictly Come Dancing.
Alte apariții promoționale urmau să fie consemnate în timpul emisiunii Friday Night with Jonathan Ross din data de 12 februarie 2010 și în cadrul programului Live Lounge, al postului de radio BBC Radio 1, însă Cole a fost nevoită sa anuleze anuleze ambele interpretări datorită unei bronșite. La patru zile de la startul comercializării compact discurilor ce conține înregistrarea „Parachute”, solista a prezenta compoziția în timpul evenimentului Sport Relief, iar pe data de 23 martie 2010 a fost reprogramată apariția sa la BBC Radio 1. Aici ea a promovat atât înregistrarea amintită, dar a realizat și o preluare după șlagărul „Fireflies” al artistului american Owl City.

## Ordinea pieselor pe disc
| Nr.                                                | Titlul               | Durată |
| -------------------------------------------------- | -------------------- | ------ |
| Descărcare digitală distribuită în Regatul Unit[◊] |                      |        |
| 01.                                                | „Parachute” [A]      | 3:40   |
| Disc single distribuit în Irlanda și Regatul Unit  |                      |        |
| 01.                                                | „Parachute” [B]      | 3:31   |
| 02.                                                | „Just Let Me Go” [C] | 3:07   |

| Nr.                                                           | Titlul          | Durată |
| ------------------------------------------------------------- | --------------- | ------ |
| Descărcare digitală distribuită în Irlanda și Regatul Unit[☼] |                 |        |
| 01.                                                           | „Parachute” [B] | 3:30   |
| 02.                                                           | „Parachute” [D] | 5:44   |
| 03.                                                           | „Parachute” [E] | 4:49   |
| 04.                                                           | „Parachute” [F] | 3:10   |

Specificații
- ◊ ^ Descărcarea digitală a fost disponibilă odată cu lansarea albumului 3 Words.
- ☼ ^ Versiune nouă, lansată cu o zi înaintea discurilor single.

| - A ^ Versiunea de pe albumul de proveniență, 3 Words. - B ^ Cântec aflat pe fața B a discului single. - C ^ Versiunea „Radio Mix”. | - D ^ Remix „Buzz Junkies Club Mix”. - E ^ Remix „Ill Blu Remix”. - F ^ Remix „The Euphonix Remix”. |

## Videoclip
Videoclipul adiacent înregistrării a fost filmat în Palatul Eltham din Londra, Anglia, în luna ianuarie a anului 2010, având premiera pe data de 31 ianuarie 2010 pe postul de televiziune Channel 4. Cole s-a declarat mulțumită de locația aleasă pentru realizarea materialului, aceasta oferind „o atmosferă romantică [...] ce se potrivește cu piesa și cu versurile”. Conceptul scurtmetrajului este asemănător cu cel al interpretării executate în timpul emisiunii Cheryl Cole's Night In, artista realizând o coregrafie în stil latino alături de coregraful Derek Hough și un grup de dansatori. În paralel sunt inserate fragmente video de scurtă durată, în care solista este prezentată separat. Materialul a fost regizat de AlexandLiane și produs de compania Factory Films.
Scurtmetrajul a fost implicat într-o controversă, după ce s-a afirmat faptul că artista ar fi utilizat imagini asociate cu zeița hindusă Kali. Rajan Zed, președinte al Societății Universale a Hinduismului a cerut o „clarificare” din partea lui Cole, declarând și faptul că: „zeița Kali este foarte venerată în Hinduism [...] și nu trebuie duplicată în videoclipurile muzicale pentru cascadorii publicitare sau mișcări realizate pentru un efect dramatic [...]. Nicio credință, mai mare sau mai mică, nu ar trebui ridiculizată. Utilizarea necorespunzătoare a conceptelor și simbolurilor hinduismului nu este OK”. Cu toate acestea, percepția criticilor asupra materialului a fost una pozitivă, Digital Spy felicitând articolele vestimentare folosite, în timp ce Daily Mail a apreciat coregrafia. De asemenea, Promo News a catalogat scurtmetrajul drept un videoclip pop de excepție.

## Prezența în clasamente
Odată cu lansarea albumului de provenineță, toate cântecele incluse pe lista de redare au intrat în primele două sute de trepte ale ierarhiei britanice, „Parachute” debutând pe locul o sută șaisprezece. La scurt timp după difuzarea emisiunii Cheryl Cole's Night In, unde artista a interpretat în premieră compoziția, înregistrarea a revenit în clasamentul UK Singles Chart, ocupând poziția cu numărul șaizeci și cinci, însă a coborât în săptămâna următoare. Concomitent cu startul difuzării videoclipului, „Parachute” a început să avanseze, oprindu-se pe treapta cu numărul cinci, devenind cel de-al treilea șlagăr de top 5 de pe 3 Words și cel de-al patrulea din cariera independentă a lui Cole. Cântecul a staționat în top 10 timp de șase săptămâni, mai mult cu trei săptămâni decât „3 Words” și cu una mai puțin decât „Fight for This Love”. În Irlanda, piesa s-a bucurat de un succes similar, urcând până pe locul patru în ierarhia oficială și pe treapta cu numărul cinci în lista celor mai bine vândute descărcări digitale.
În Europa continentală „Parachute” a obținut clasări notabile într-o serie de ierarhii muzicale. Cele mai bune performanțe au fost câștigate în Macedonia (locul 1) și Croația (locul 3). În Estonia, cântecul a debutat pe treapta cu numărul treizeci și doi, avansând pe poziția cu numărul doisprezece, în timp ce în Slovacia acesta a intrat în ierarhia contorizată de IFPI pe locul cincizeci și patru, reușind ulterior să obțină o clasare superioară. Altă prezență notabilă a fost consemnată de APC Charts în Bulgaria, unde s-a poziționat pe treapta cu numărul unsprezece, iar în lista European Hot 100 (compilată de Billboard) a obținut locul nouăsprezece. Mai mult, „Parachute” a devenit un șlagăr în România, ocupând prima poziție în clasamentul Nielsen și câștigând poziționări de top 10 în alte clasamente adiacente.

## Clasamente
| Țară (clasament)               | Poziția maximă | Referință |
| ------------------------------ | -------------- | --------- |
| Belgia — Valonia (Ultratop)    | 54             | [ 53 ]    |
| Bulgaria (APC Charts)          | 6              | [ 13 ]    |
| Cehia (IFPI)                   | 12             | [ 54 ]    |
| Croația (e!Hot)                | 3              | [ 16 ]    |
| Estonia (Uuno.ee)              | 12             | [ 48 ]    |
| Europa (Billboard)             | 19             | [ 50 ]    |
| Europa (APC Charts — Euro 200) | 36             | [ 55 ]    |
| Germania (Media Control)       | 78             | [ 56 ]    |
| Irlanda (IRMA)                 | 4              | [ 13 ]    |
| Irlanda (IRMA — Descărcări)    | 5              | [ 47 ]    |
| Macedonia (Antenna 5)          | 1              | [ 14 ]    |
| Polonia (APC Charts)           | 13             | [ 57 ]    |
| Polonia (OLIS — Difuzări)      | 2              | [ 58 ]    |

| Țară (clasament)                      | Poziția maximă | Referință |
| ------------------------------------- | -------------- | --------- |
| Regatul Unit (UK Radio Airplay Chart) | 1              | [ 59 ]    |
| Regatul Unit (UK Download Chart)      | 5              | [ 60 ]    |
| Regatul Unit (UK Singles Chart)       | 5              | [ 41 ]    |
| România (Media Forest — «Radio»)      | 1              | [ 51 ]    |
| România (Media Forest — «TV»)         | 5              | [ 51 ]    |
| România (Romanian Top 100)            | 8              | [ 52 ]    |
| România (Nielsen Top 20)              | 1              | [ 15 ]    |
| România (APC Charts)                  | 10             | [ 61 ]    |
| Rusia (Top Hit)                       | 21             | [ 62 ]    |
| Scoția (OCC — Scottish Singles Chart) | 5              | [ 63 ]    |
| Slovacia (IFPI)                       | 49             | [ 49 ]    |
| Taiwan (Top 40 Charts)                | 9              | [ 64 ]    |
| Ucraina (Top 40 Charts)               | 34             | [ 65 ]    |

## Versiuni existene
| - „Parachute” (versiunea de pe albumul de proveniență, 3 Words) - „Parachute” (negativ) - „Parachute” (versiunea „Radio Mix”) - „Parachute” (remix „Buzz Junkies Club Mix”) | - „Parachute” (remix „Ill Blu Remix”) - „Parachute” (remix „The Euphonix Remix”) - „Parachute” (remix „The Euphonix Remix”) - „Parachute” (remix „Self-Taught Beats Remix”) |

## Personal
- Sursa:[66]
- Voce: Cheryl Cole
- Producător(i): Syience și William Adams
- Textier(i): Ingrid Michaelson și Marshall Altman

## Datele lansărilor
| Țara         | Data lansării     | Casă de discuri     | Format              | Referințe |
| ------------ | ----------------- | ------------------- | ------------------- | --------- |
| Irlanda      | 23 octombrie 2009 | Fascination Records | descărcare digitală | [ 6 ]     |
| Regatul Unit | 26 octombrie 2009 | Fascination Records | descărcare digitală | [ 2 ]     |
| Regatul Unit | 31 ianuarie 2010  | Fascination Records | premieră videoclip  | [ 33 ]    |
| Irlanda      | 11 martie 2010    | Fascination Records | disc single         | [ 6 ]     |
| Regatul Unit | 15 martie 2010    | Fascination Records | disc single         | [ 1 ]     |

Notă
- Descărcările digitale au devenit disponibile odată cu lansarea albumului.

## Certificări și vânzări
| \| Țara/ clasament \| Vânzări/ puncte \| Certificare \| Referințe \| \| --------------- \| --------------- \| ----------- \| --------- \| \| Regatul Unit \| +300.000 \| \| [67][68] \| | Note - reprezintă „disc de argint”; |             |               |
| Țara/ clasament | Vânzări/ puncte                     | Certificare | Referințe     |
| Regatul Unit | +300.000                            |             | [ 67 ] [ 68 ] |